# Trylobity
Trylobity (†Trilobita, z gr. treis ‘trzy’ + lobos ‘płat’) –  wymarła gromada morskich stawonogów o owalnym i spłaszczonym grzbietobrzusznie ciele, z wyraźnie wyróżnioną częścią głowową, tułowiową i ogonową. Od strony grzbietu przykryte kalcytowym pancerzem. Dwie głębokie bruzdy wzdłuż dłuższej osi ciała dzielą optycznie jego powierzchnię na trzy płaty (stąd nazwa gromady). Pojawiły się w połowie wczesnego kambru, a wymarły z końcem permu.

## Budowa
Pancerz trylobita składa się z tarczy głowowej (cephalon), tułowiowej (thorax) i ogonowej (pygidium). Każda z tych części może być zaopatrzona w kolce (istniało stosunkowo mniej odmian z kolcami), u niektórych gatunków dłuższe niż sam osobnik. Formy o licznych i długich kolcach wykorzystywały je prawdopodobnie do życia na grząskich dnach.

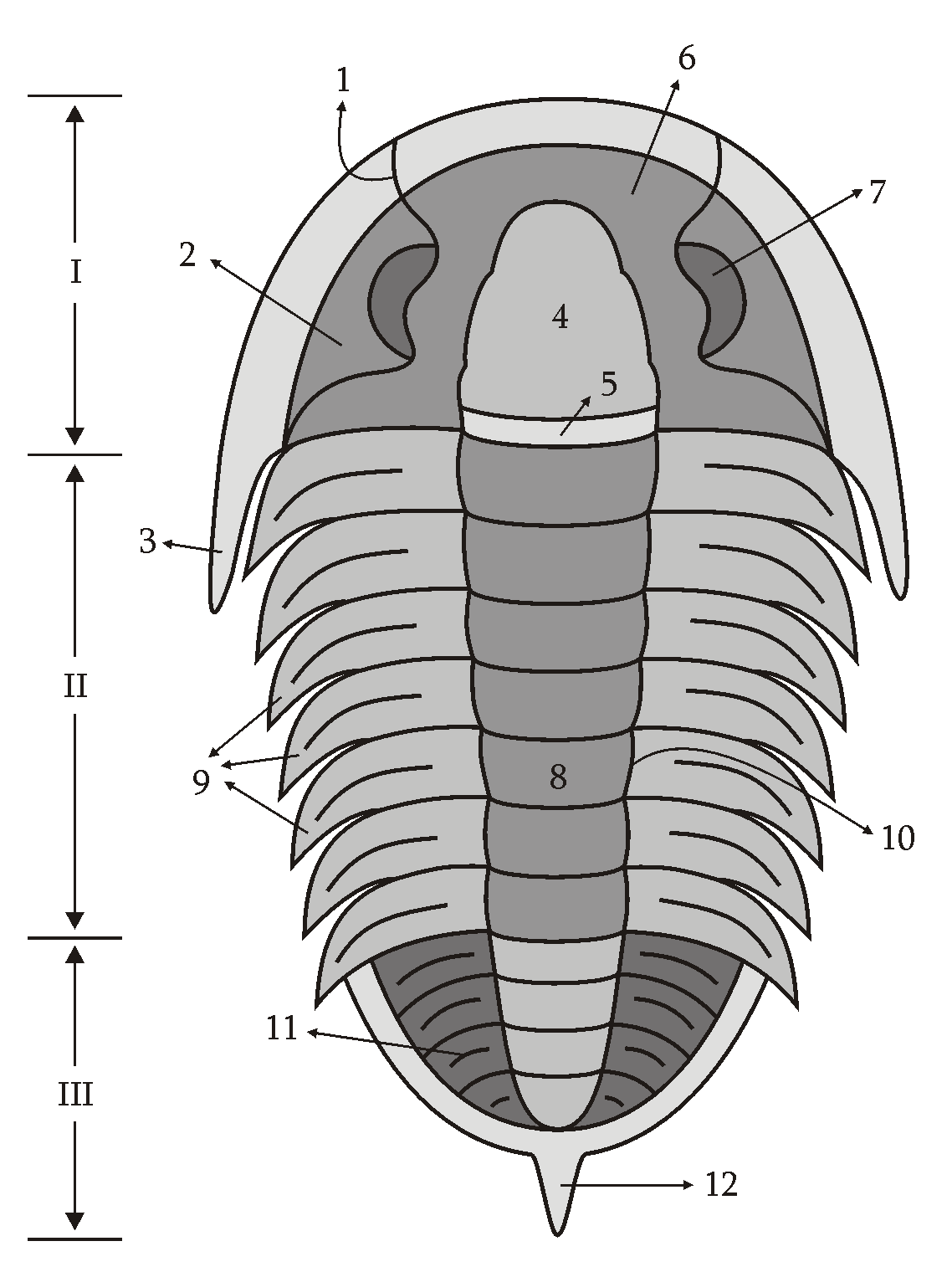
I – cephalon
II – thorax
III – pygidium
1 – szew policzkowy
2 – policzek ruchomy
3 – kolec potyliczny
4 – glabella
5 – segment potyliczny
6 – policzek nieruchomy
7 – oko
8 – płat osiowy, axis
9 – pleury
10 – bruzdy pleuralne
11 – pleury tarczy ogonowej
12 – kolec

Centralną część cephalonu stanowi wypukła glabella, a po jej bokach leżą bardziej płaskie policzki ze wzgórkami ocznymi, na których są rozmieszczone liczne soczewki oczne (do 15000 w jednym oku). Wyjątkowość wielosoczewkowych oczu trylobita polegała na tym, że soczewki były nieorganiczne, zbudowane z kryształów kalcytu. Przez oczy przechodziły szwy policzkowe, dzieląc je na dwie części, płat powiekowy i płat wzrokowy. Thorax składa się z szeregu segmentów, które były ruchomo połączone, co umożliwiało większości trylobitów zwijanie się w razie niebezpieczeństwa. U form planktonicznych jest bardzo krótkie (2-3 segmenty), u pozostałych składa się z kilkunastu segmentów. Pygidium u większości gatunków kambryjskich było również złożone z ruchomo połączonych segmentów i słabo wyodrębnione od thoraxu. U form młodszych segmenty były mniej mobilne, a tarcza ogonowa staje się wyraźnie oddzielona od tułowiowej. Jednak tylko u nielicznych rodzajów dochodzi do zaniku segmentowania i wykształcenia jednolitej wizualnie płyty.
Większość trylobitów chodziła po dnie (bentos), choć były też nieliczne formy planktoniczne. Największe gatunki przekraczały 70 cm, ale zdecydowana większość miała niewielkie rozmiary, rzędu kilku centymetrów.

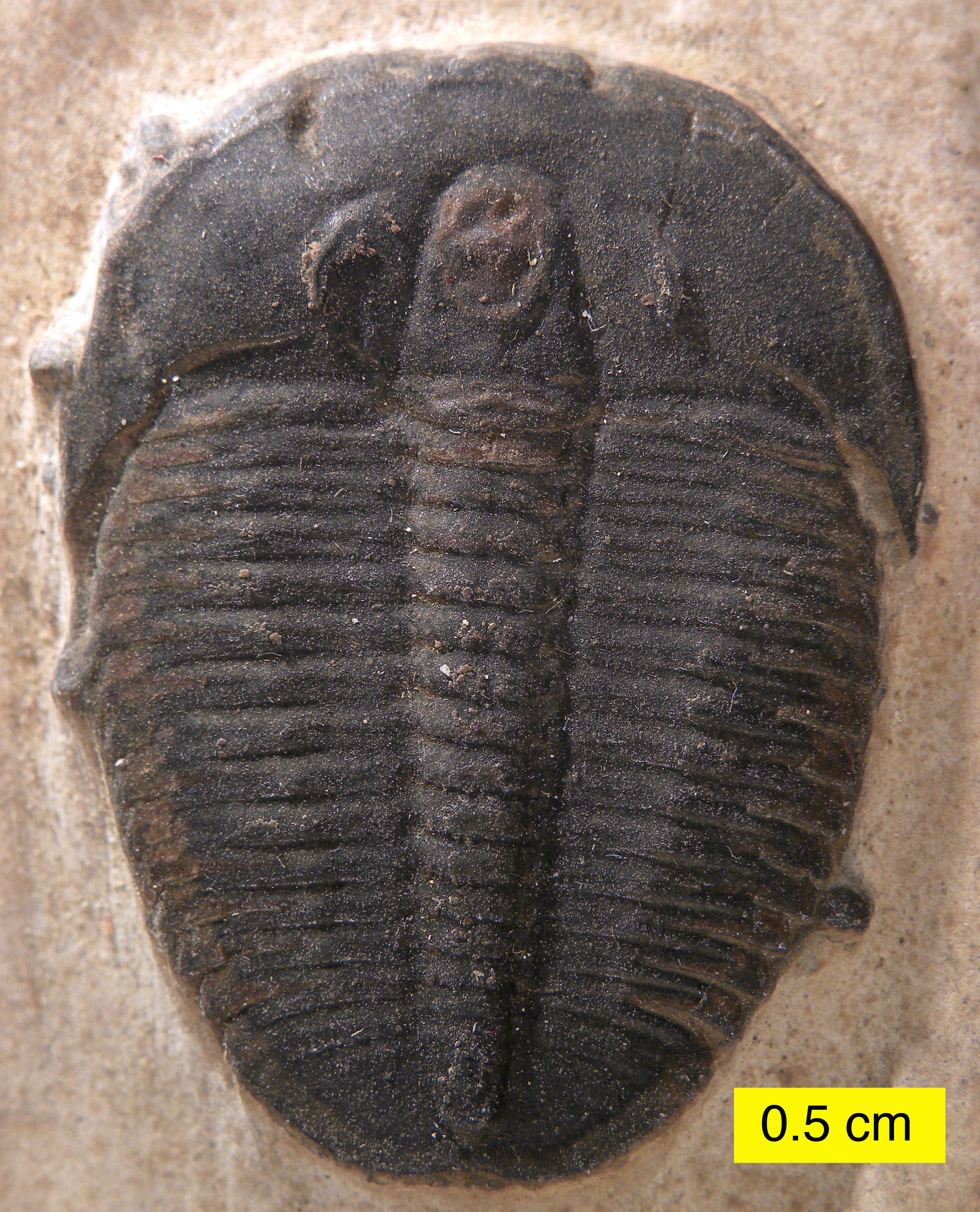
Trylobit, Utah

Ich pancerze zachowały się dobrze, a znaczna liczebność i szybkie tempo ewolucji sprawiły, że niektóre gatunki, a nawet rodzaje są przydatne w badaniach stratygraficznych. Trylobity są dobrymi skamieniałościami przewodnimi. W kambrze są podstawą podziału tego okresu (z wyjątkiem terenewu). Na przykład rodzaj Holmia jest typowy dla dolnego kambru, a Olenus dla kambru górnego. Pomiędzy tymi warstwami spotyka się przedstawicieli rodzaju Paradoxides. W ordowiku są podstawą datowań utworów płytkowodnych. W sylurze i dewonie używane jako skamieniałości pomocnicze w datowaniu. W dewonie późnym ich liczebność i zróżnicowanie spada, a od początku karbonu była to już grupa marginalna. Wymarły w czasie wielkiego wymierania pod koniec permu.
Skamieniałe ślady pozostawione na dnie przez trylobity grupuje się w następujące ichnotaksony: Rusophycus, które interpretuje się jako ślady spoczywania na podłożu, Cruziana – ślady pełzania i grzebania, Diplichnites – ślady kroczenia, stąpania bez szorowania ciałem po podłożu i Dimorphichnus – ślady kroczenia lub pływania nad powierzchnią z szorowaniem po niej bokiem. Mogą występować razem, tworząc ichnocenozę związaną z życiem trylobitów, ale również innych towarzyszących im zwierząt.